# Neatostema apulum
El mill de sol daurat, aspèrilla o bolenga groga borda (Neatostema apuleum) és una espècie pertanyent a la família de les boraginàcies.

## Etimologia
- Neatostema: prové del grec νεατος (neatos, nou) i στημων (stemon, estam), és a dir, nou estam.
- apulum: epítet geogràfic llatinitzat que fa referència a la regió de la Pulla, a la costa Adriàtica del sud d'Itàlia.[2]

## Hàbitat i distribució
Pròpia de la regió Mediterrània i present als Països Catalans Creix en erms i pradells terofítics de sòl eutròfic (sòls rics en nutrients) amb calç i de vegades silicis. Viu des del nivell del mar als 1.000 m d'altitud.

## Descripció
Teròfit de 3 a 30 cm d'alçada, en general híspida en quasi totes les seues parts, sense llargs pèls glandulífers, d'uns 5-30 cm d'alçada. Les tiges simples o poc ramificades, amb pèls que rarament superen els 1,5 mm. Fulles enteres, híspides, alternes, les basals més grans de fins a 5x1 cm, lanceolades i una mica espatulades, les fulles mitjanes i superiors sèssils però no decurrents semblants a les caulinars però més estretes. Inflorescències ramificades en forma de panícula o simples en forma d'espiga, cimes escorpioides denses de fins a 10 cm a la fructificació. Flors actinomorfes, subsèssils, amb bràctees ovades més llargues que el calze. Els pedicels no superen els 2 mm, i el calze amb 5 sèpals soldats a la base, més curt que el tub de la corol·la. Aquesta de fins a 3,5 mm de diàmetre, groga, amb pilositat curta a la cara externa, lòbuls sovint patents. El tub pol·línic mesura fins a 6 mm més llarg que els lòbuls, amb un anell d'esquames nectaríferes i la gorja amb 5 evaginacions. Presenta 5 estams inclusos, amb filaments més curts que les anteres que són apiculades i de fins a 0,7 mm. El gineceu està format per un ovari amb 4 lòbuls, estil simple i inclús de fins a 0,5 mm, un estigma amb 2 lòbuls capitats. Floreix des de finals de febrer al juny. De vegades, rarament, presenta cleistogàmia. Fruit en 4 núcules monospermes de fins a 2x1,5 mm, trigones, acabades en bec obtús, tuberculades, molt endurides i de color marró grisenc. 2n = 28.

## Taxonomia
És una espècie de planta del gènere monoespecífic Neatostema de vegades considerada del gènere Lithospermum.

## Usos
Les tiges i les fulles tenen propietats antitussígenes i diürètiques.

## Galeria

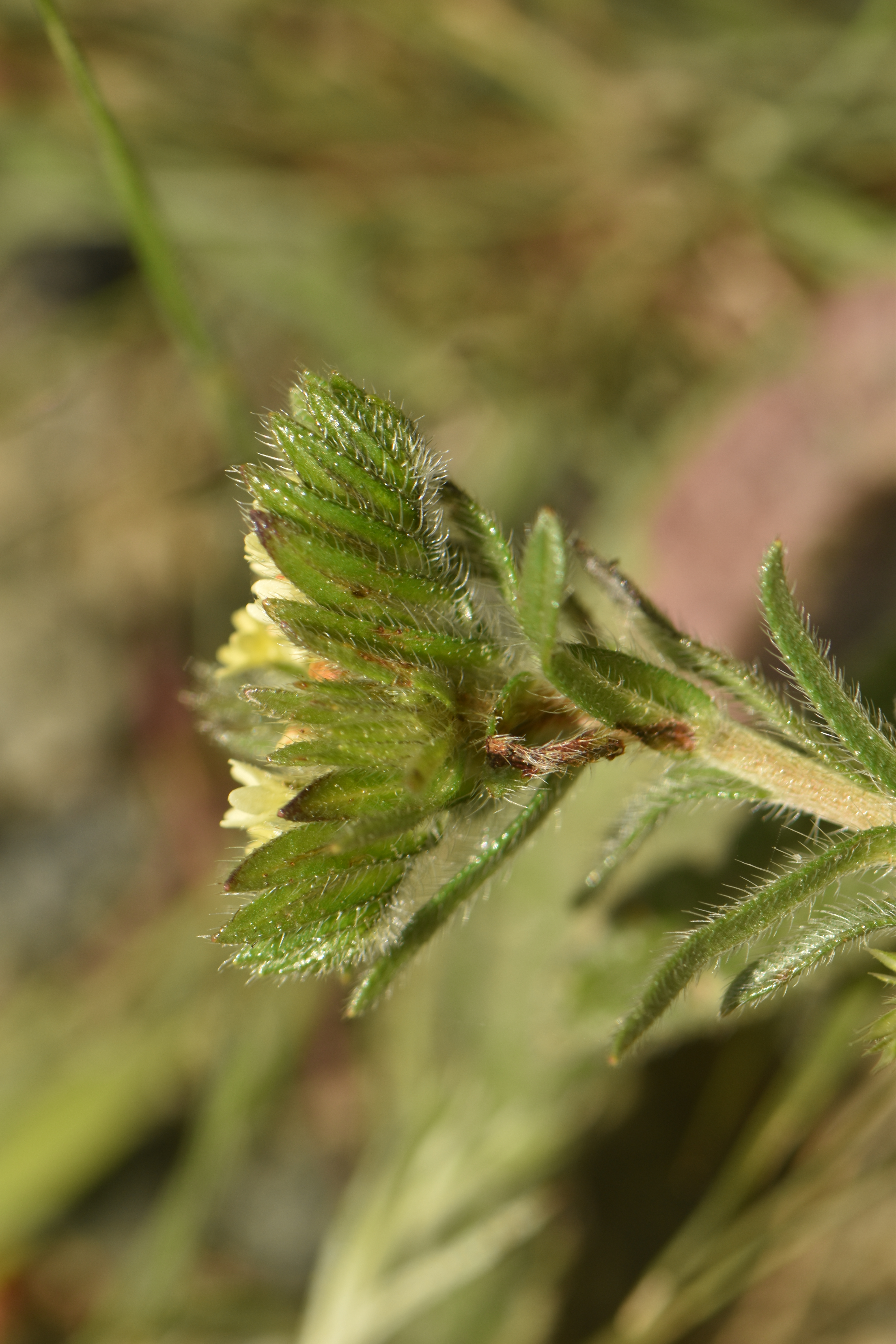
Inflorescència de perfil
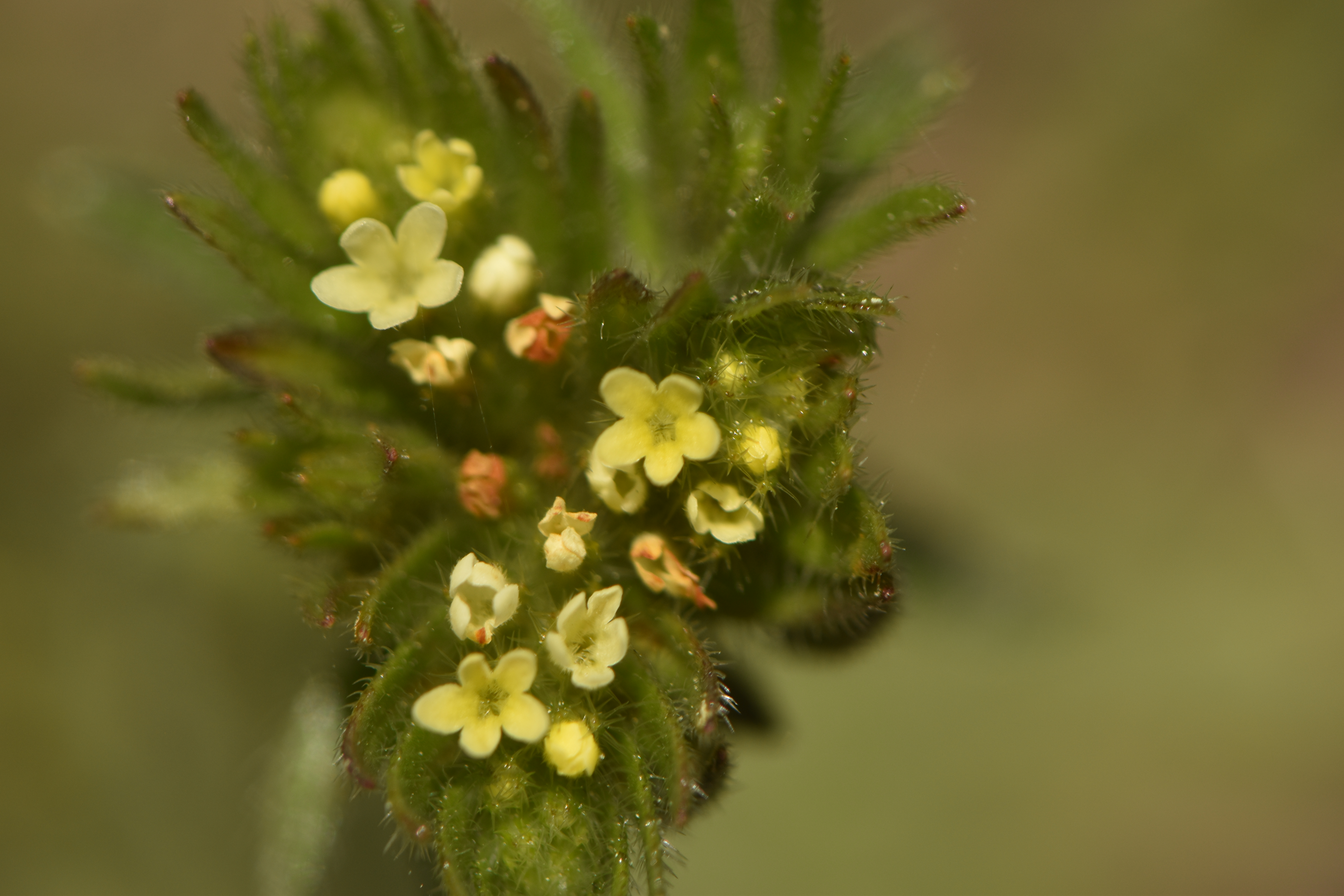
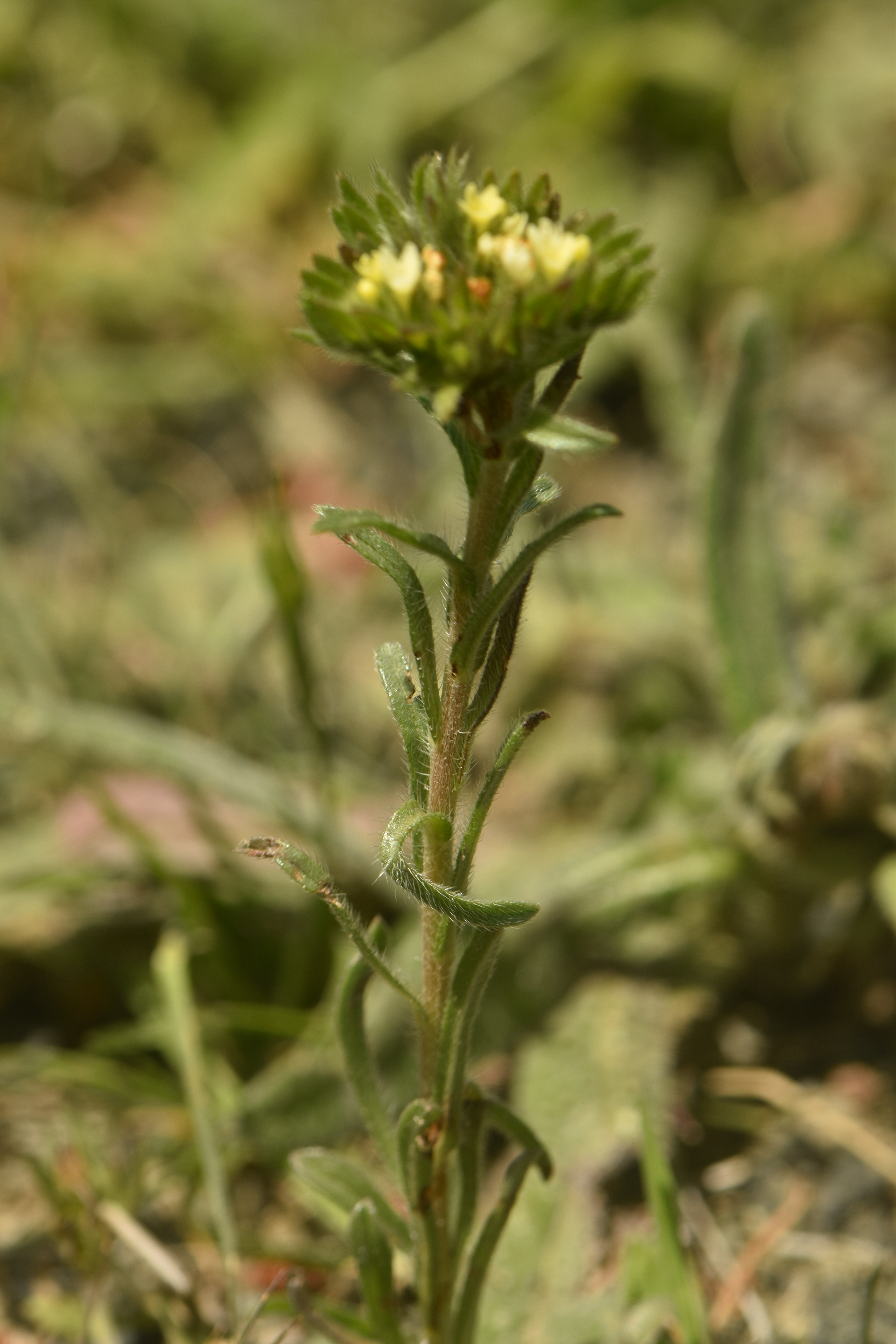
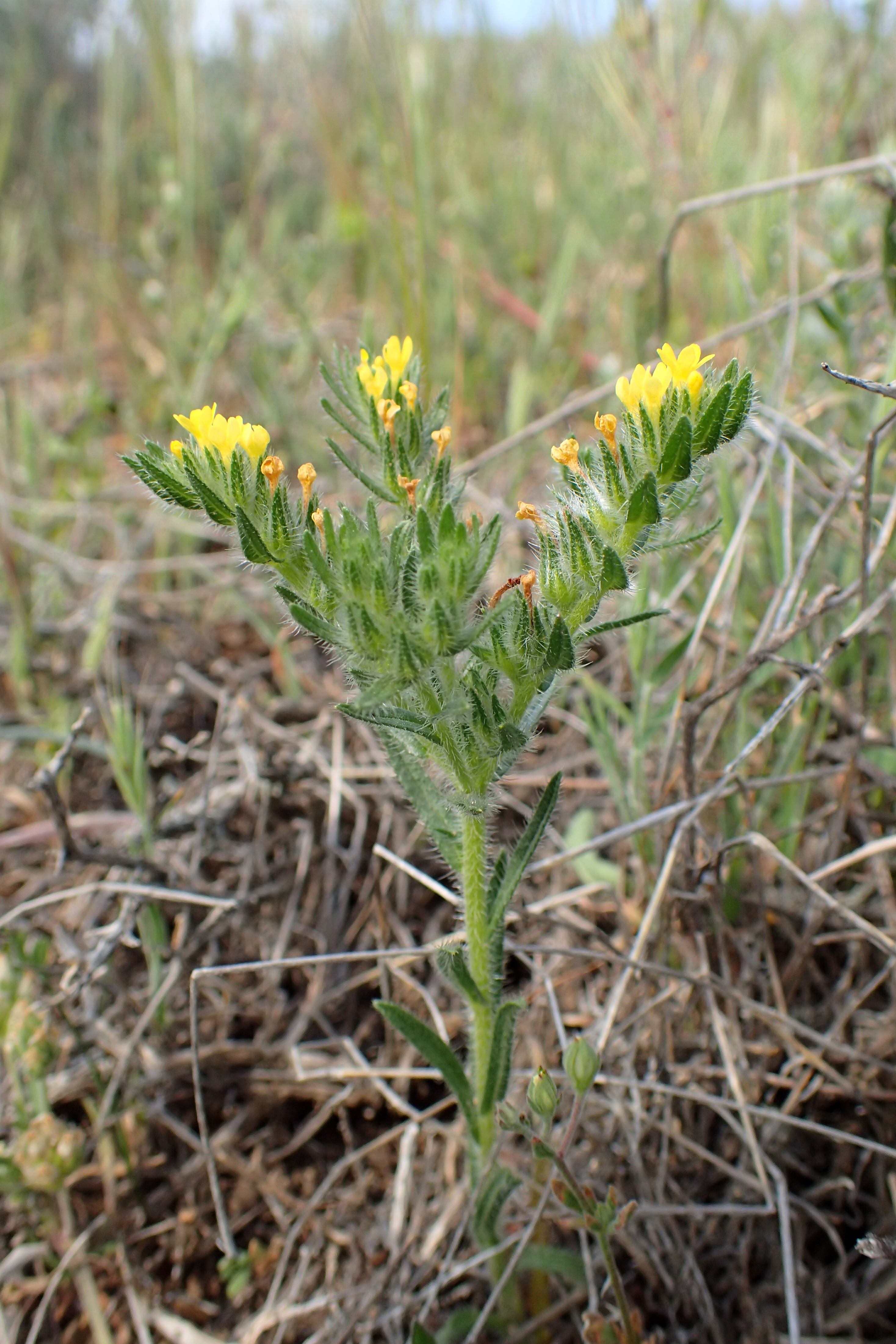
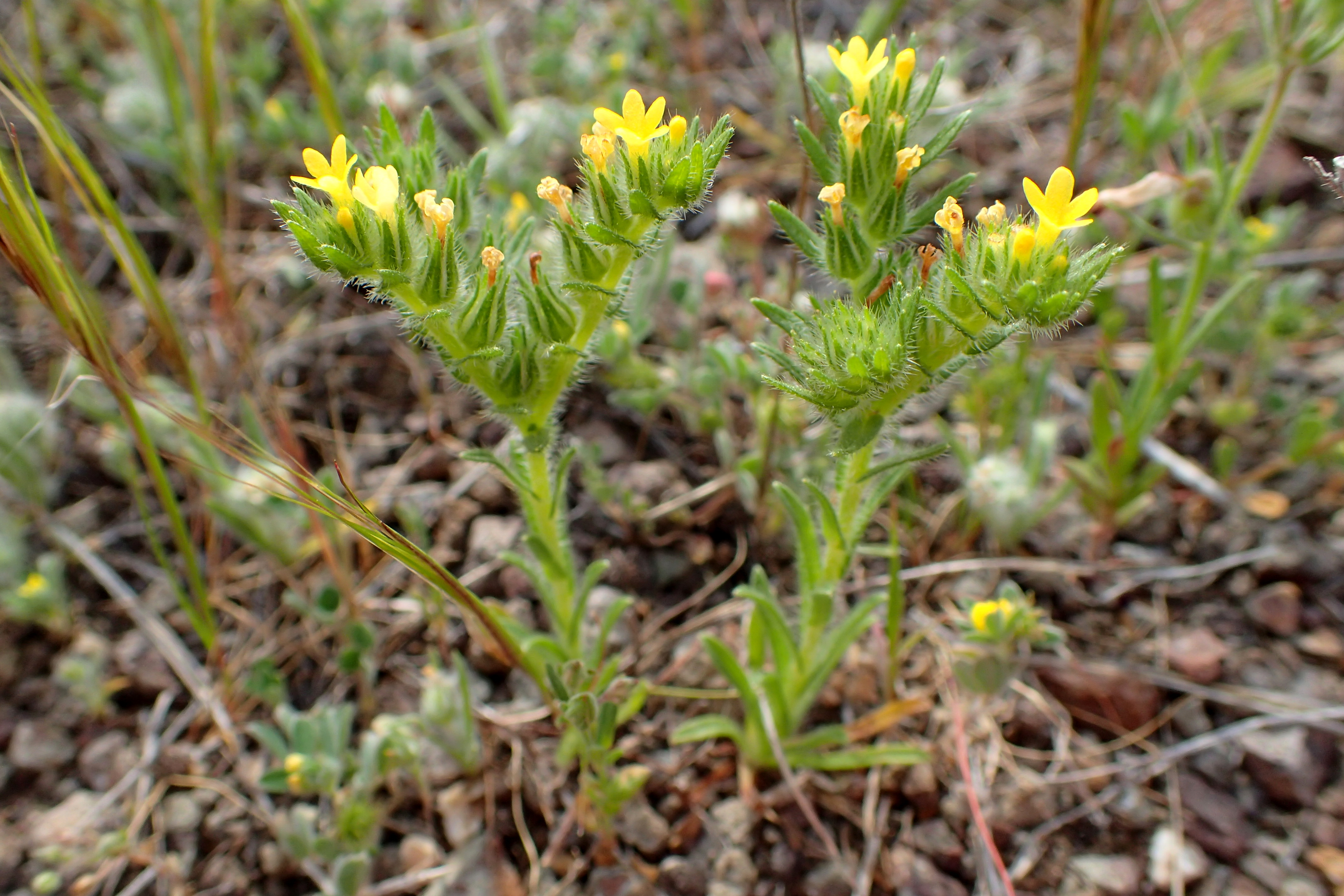
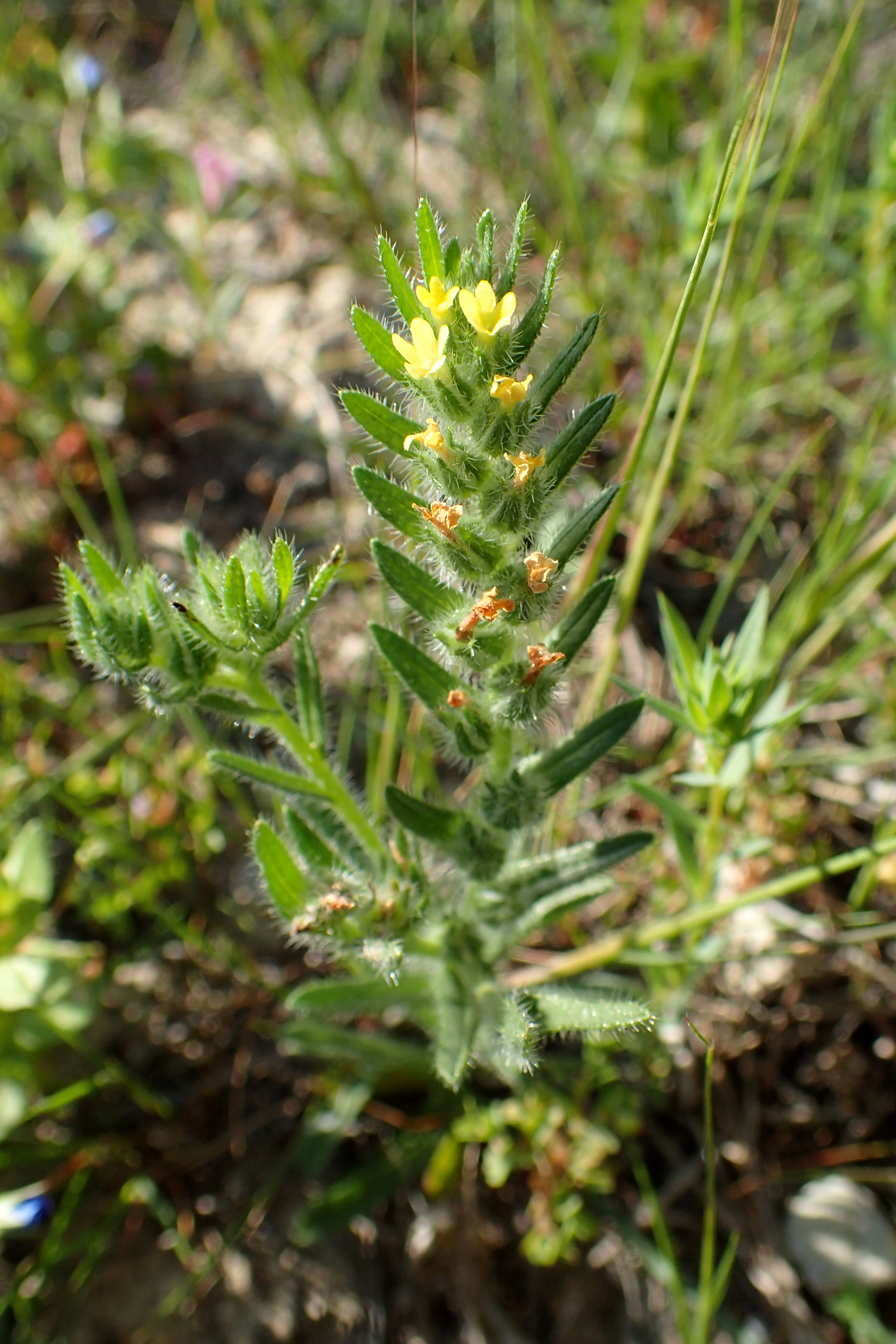